# 新世纪环球中心
新世纪环球中心是位于中国成都天府新区的多用途建筑，是世界上建筑面积最大的单体建筑物。

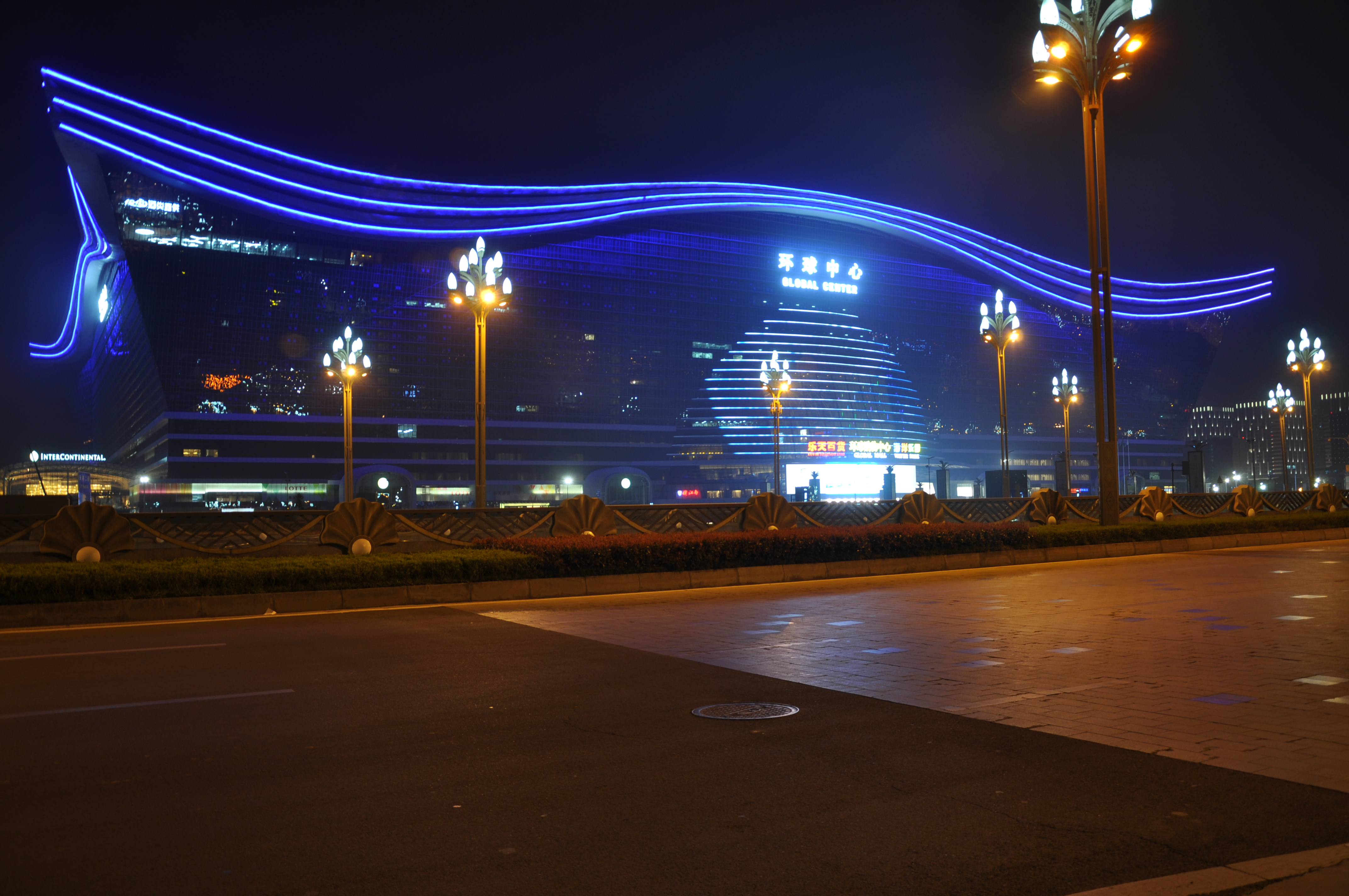
环球中心夜景

## 大小
新世纪环球中心结构主体长500米，宽400米，高100米，建筑面积176万平方米，落成后超越迪拜国际机场第三航廈，成为吉尼斯世界纪录大全中建筑面积最大的建筑物。

## 设施
新世纪环球中心设有40万平方米的购物中心，另设置办公室，会议室，两个商业中心，洲際酒店，IMAX影院及水上乐园。成都地铁1号线锦城广场站位于中心地下。

## 交通

### 地铁
- 成都地铁1号线：锦城广场站 0117
- 成都地铁18号线：锦城广场东站 1807

## 争议
新世纪环球中心原本计划于2013年3月举办全球财富500强会议时正式开幕，但因开发商会展旅游集团董事长邓鸿因涉嫌土地倒卖、虚开发票逃税漏税、诈骗贷款等罪被中国警方逮捕，开幕仪式最终推迟到2013年8月22日舉行，财富会议亦改为于成都香格里拉大酒店举行。

## Links
- Global Center —— TO SEE THE WORLD AND TO ATTRACT THE WORLD